# Christian Anfinsen
Christian Boehmer Anfinsen (Monessen, 26 marzo 1916 – Randallstown, 14 maggio 1995) è stato un biochimico statunitense vincitore del premio Nobel per la chimica nel 1972 per il suo lavoro sulla ribonucleasi, specialmente riguardo alla connessione tra la sequenza amminoacidica e la conformazione biologicamente attiva (dogma di Anfinsen).

## Biografia
Nato da famiglia di origine norvegese, conseguì il bachelor al Swarthmore College nel 1937 e un master in chimica organica all'Università della Pennsylvania nel 1939. Lo stesso anno, grazie a una borsa di studio della American Scandinavian Foundation si recò al Laboratorio Carlsberg di Copenaghen. Nel 1943 ottenne il PhD in biochimica alla Harvard Medical School con una tesi su Studi Quantitativi Istochimici della Retina. 
Anfinsen restò a Harvard come professore assistente fino al 1950, quando iniziò a lavorare per il National Institutes of Health, dove spese la maggior parte della sua carriera fino al 1981. Dal 1982 fino all'anno della sua morte, Anfinsen insegnò biologia alla Università Johns Hopkins.
Christian B. Anfinsen fu sposato dal 1941 al 1978 con Florence Bernice Kenenger, dalla quale ebbe tre bambini. Dal 1979 fu sposato con Libby Esther Shulman Ely.
Si convertì al giudaismo ortodosso attraverso il ger tzedek. 

## Attività scientifica
Nel 1961 mostrò come la ribonucleasi potesse mantenere la propria attività enzimatica dopo avere subito la denaturazione. Il suo studio lo portò a sostenere che tutta l'informazione richiesta dalla proteina per adottare la sua conformazione finale è codificata nella sua struttura primaria. 
Nel 1963 iniziò a studiare la ribonucleasi dello Staphylococcus aureus, riuscendola a isolare nel 1996 e successivamente a sequenziarla tramite l'utilizzo di tecniche analitiche quali la cromatografia di affinità e tecniche spettroscopiche.
Negli anni 1970 Anfinsen si dedicò alla ricerca sull'interferone, mentre dal 1983 si occupò del Pyrococcus furiosus.

## Opere
- Christian B. Anfinsen, The Molecular Basis of Evolution, John Wiley & Sons, 1959.